# La Constituyente
La Constituyente es un canto popular chileno que fue el himno de los sublevados durante la revolución liberal de 1859 encabezada por el empresario minero y político atacameño, el liberal-radical, Pedro León Gallo contra el gobierno conservador de Manuel Montt, fue escrito ese año en Copiapó por el coronel Ramón Arancibia, Jefe del Estado Mayor del ejército de Gallo. 
Su letra representaba el rechazo de los revolucionarios a la Constitución de 1833 y todos los valores que representaba, y su afán de la instalación de una asamblea constituyente que redactara una nueva Constitución.  

## Contexto
La revolución de 1859 fue un alzamiento que se produjo en Chile al final del segundo periodo del gobierno del presidente Manuel Montt. Dirigido por jóvenes liberales letrados que pedían libertad política, estado laico y autonomía regional pero, lo más importante, una reforma a la Constitución política de 1833, escrita por Mariano Egaña Fabres (hijo de Juan Egaña Riesco; redactor de la constitución moralista de 1823 duante la época de ensayos constitucionales en Chile; 1823 - 1828 ), Constitución que representaba las ideas del tri ministro Diego Portales conservadora, autoritaria, confesional y centralista.
Varios grupos radicales y liberales planificaron un golpe de Estado con el objetivo de sacar a Montt del poder e instaurar una nueva institucionalidad. El 5 de enero de 1859, en Copiapó, San Felipe, Valparaíso y Concepción, se produjo un alzamiento que, con el correr de los días, se extendió a Talca y Chillán. Los focos revolucionarios fueron sometidos al poco tiempo con excepción de Atacama.
En Copiapó a las 20 horas del 5 de enero, el militar retirado Pedro Pablo Zapata se adueñó del cuartel de policía local con veinte hombres sin luchar pasando a dominar toda la ciudad. Pedro León Gallo, ex regidor de la ciudad, fue proclamado «intendente revolucionario» por una asamblea de ciudadanos, Se formó un gobierno provisional en Atacama, fue acuñada una moneda propia, llamada «peso constituyente», se decidió la formación de un ejército con que enfrentar al gobierno, se adoptó como emblema el estandarte azul con la estrella dorada y asimismo se creó un himno que simbolizara el alzamiento de la ciudad del norte.

## Creación
Fue escrita por el coronel Ramón Arancibia, militar de la ciudad de Copiapó que había llegado a la ciudad en 1858 como teniente de línea. Por sus críticas al representante provincial fue acusado de deserción y expulsado del ejército, se unió a la revolución de Gallo convirtiéndose en Jefe del Estado Mayor del así llamado "Ejercito Constituyente".
La música fue compuesta por Henri Billet,  afamado violoncelista francés y director de orquesta, con larga residencia en la corte de Rusia. Apasionado por la mineralogía, vino a Chile desde Perú en 1849, estableciéndose en Copiapó. Sus actuaciones llamaron la atención de Isidora Zegers, quien le recomendó pasar a Santiago. Fue uno de los profesores más activos en la sociedad aristocrática de la época, concertista. Dotado de cultura superior, supo formar un grupo selecto de profesionales.

## Composición
“La Constituyente” está compuesta por 7 estrofas, con aire de “octavas reales”(ocho versos), endecasílabas, de rimas irregulares, y la primera estrofa es el “Coro”. Indudablemente tienen relación con las “octavas musicales”. El “Coro”, o sea, la primera estrofa, no es endecasílaba ni tampoco algunos versos posteriores, pero es notorio su acento y espíritu de las “octavas reales”. Estas octavas son de origen italiano, especialmente del Renacimiento, donde fue señero “Boccaccio”(1313-1375) y en España: Garcilaso de la Vega y Juan Boscán, entre otros. También, tienen relación con la “Canción de Gesta”. Son cantos guerreros a un pueblo o a una lucha; también se pueden referir a las “odas”. Este himno atacameño también tiene relación con las “octavas reales”, por la inspiración y exaltación como en “La Araucana”. Su estructura literaria es semejante al himno nacional de Chile.

## Estreno
Fue estrenada el día 13 de febrero de 1859, en la noche, en el Teatro Municipal de Copiapó, donde actuaba la compañía lírica italiana "de Feretti", y que colocaba en escena “La Traviata”; al empezar la función, la orquesta que dirigía el maestro y compositor, Ángel Rabagliati, ejecutó “La Constituyente”, acompañado de los coros de dicha compañía.
Actualmente, este himno se considera parte de la historia y el legado cultural de la Región de Atacama y suele ser entonada en las escuelas locales.

## Letra
Coro
Alcemos nuestras voces,
Cantemos la esperanza,
Luchando por la alianza
de patria y libertad.
Que el voto noble y santo
Que pide Asamblea
Constituyente sea
el canto popular.

I 
La nación,  ¡oh chilenos!,
que un día vencedora paseó su bandera;
la que libre y dichosa se viera
del progreso en la vía marchar;
esa patria que un yugo extranjero
destruyó combatiendo incansable,
¡oh vergüenza!,  un mandón miserable
hoy la obliga de nuevo a luchar.
II 
De los hombres que patria nos dieron
con su sangre, el ejemplo sigamos;
libertad y justicia heredamos,
nuestros hijos las tengan también;
reivindiquemos de patria los fueros,
que el poder vilipendia sañudo,
con la unión general ese rudo
despotismo sabremos vencer.
III 
No con sangre de hermanos manchemos
nuestro suelo, mansión de los bravos
no merecen los pobres esclavos
del gobierno, la guerra encender;
que la unión, la justicia, el derecho,
con nosotros están en batalla,
y ellos nunca osarán esa valla
atacar en su triple poder.
IV 
Esa carta, mezquina y tirana,
vil resabio de una era sangrienta,
de que abusa el poder que sustenta,
que se llama la Constitución;
se reforme por hombres patriotas,
ilustrados, que el pueblo proclame;
los tesoros que allí se derrame de justicia, libertad y unión.
V
Venga a bajo la hipócrita carta
que un solo hombre el poder ha confiado,
con sus leyes absurdas;
que ha dado los estados de sitio también,
que el poder se divida, y que libre
pueda el pueblo escoger sus Congresos,
sus cabildos, sus jueces y aun esos
mandatarios que hoy nombra solo él.
VI 
Cese el pueblo de ser el juguete
de mandones sin ley; verdaderas,
las palabras (hoy vanas quimeras)
democracias y justicia serán.
Y volviendo a la patria sus fueros,
se alce Chile con noble entereza,
y sus hijos con fe,  a su cabeza
un gobierno ilustrado tendrán.